# Doyen d'Ely

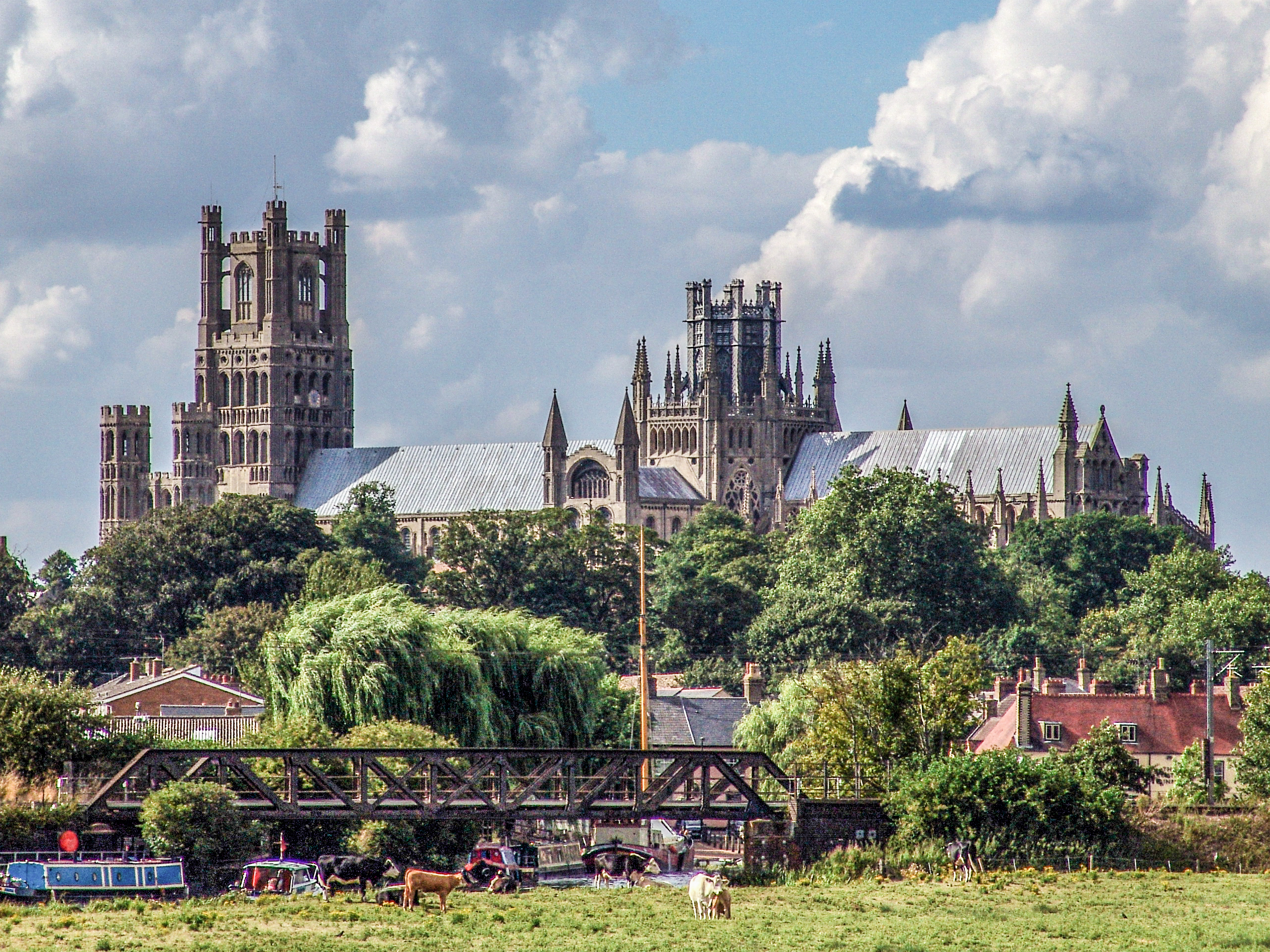
Cathédrale d'Ely.

Le doyen d'Ely (Dean of Ely en anglais)  est  un ecclésiastique anglican, qui est responsable de la Cathédrale d’Ely, église mère du diocèse d'Ely en East Anglie. Le chapitre de chanoines qu'il préside a été créé en 1541 après la dissolution des monastères, date à laquelle le dernier prieur bénédictin d'Ely est devenu le premier doyen d'Ely.

## Source
- (en) Cet article est partiellement ou en totalité issu de l’article de Wikipédia en anglais intitulé « Dean of Ely » (voir la liste des auteurs).